# Ovatipsa coloba
Ovatipsa coloba là một loài ốc biển, là động vật thân mềm chân bụng sống ở biển trong họ Cypraeidae, họ ốc sứ

## Phân bố
Loài này có ở Ấn Độ Dương dọc theo Chagos.